# Tercer Cine
Tercer Cine o Nuevo Cine Latinoamericano fue un movimiento latinoamericano surgido en la década de 1960 que se contrapone al modelo construido por Hollywood, el cual era de carácter industrial y dominaba el cine a nivel mundial. Este movimiento se enfocó en rearticular los modos de producción y de exhibición del cine e innovar el lenguaje cinematográfico, además buscaba crear un cine político que tomara en cuenta cuestiones sociales del momento y que rompiera de manera radical con la pasividad del espectador.  Estuvo caracterizado por la producción de películas críticas con la realidad social del continente, de marcado acento autoral, que intentaban denunciar la situación política de violencia, el neocolonialismo o subdesarrollo de los países latinoamericanos. Algunos de sus principales exponentes fueron los argentinos Fernando Birri y Fernando Solanas, los uruguayos Mario Handler y Ugo Ulive, los brasileños Glauber Rocha, Ruy Guerra y Nelson Pereira dos Santos, los chilenos Raúl Ruiz, Patricio Guzmán y Miguel Littín, el boliviano Jorge Sanjinés, los colombianos Marta Rodríguez y Jorge Silva, los venezolanos Margot Benacerraf, Edmundo Aray y Jesús Enrique Guédez, los cubanos Santiago Álvarez, Julio García Espinosa, Sara Gómez, Tomás Gutiérrez Alea y Humberto Solás, entre otros.

## Historia

### Antecedentes
A finales de la década de 1940, la aparición de cámaras menos pesadas y costosas, hizo que muchos cineastas latinoamericanos empezaran a trabajar fuera de estudios: La escalinata (César Enríquez, Venezuela, 1950), Reverón (Margot Benacerraf, Venezuela 1952) Agulha no Palheiro (Aguja en el pajar; Alex Viany, Brasil, 1953), Rua sem Sol (Calle sin sol; Alex Viany, Brasil, 1954), Rio, 40 Graus (Nelson Pereira Dos Santos, Brasil, 1955), O Grande Momento (El gran momento; Roberto Santos, Brasil, 1958), El mégano (Julio García Espinosa y Tomás Gutiérrez Alea, Cuba, 1955), Tire dié (Fernando Birri, Argentina, 1958/1960), Un vintén p’al Judas (Ugo Ulive, Uruguay, 1959), Crónica cubana (Ugo Ulive, Cuba, 1963) y Raíces de piedra (José María Arzuaga, Colombia, 1962), entre otros. Esto hizo que el cine latinoamericano se fuese alejando poco a poco del modelo industrial para convertirse en cine de autor.

### Nacimiento y desarrollo
En 1958 se produjo el primer encuentro de cineastas de América Latina, en Montevideo, Uruguay, durante el Primer Congreso Latinoamericano de Cineastas Independientes, en el Festival de Cine del Sodre. Entonces se creó la Asociación Latinoamericana de Cineastas Independientes (ALACI), un antecedente del Primer Encuentro de Cineastas Latinoamericanos de Viña del Mar, Chile, realizado en marzo de 1967. Por primera vez se reunieron cineastas de los países latinoamericanos para trazar estrategias de realización cinematográfica en la región donde se potenciara una conciencia cultural propia. Dos años después, en el mismo festival, se estableció el canon del Nuevo Cine Latinoamericano. En 1968 la Primera Muestra de Cine Documental Latinoamericano, en Mérida, Venezuela, que daría nacimiento luego al Departamento de Cine de la Universidad de los Andes. En 1969 se crea el Departamento de Cine de la Universidad de los Andes, que agrupará la producción cinematográfica de autores como Carlos Rebolledo, Ugo Ulive, Mario Handler, Fernando Birri, Patricio Guzmán, Edmundo Aray y Jorge Sanjinés.
Para esa fecha ya se habían escrito varios manifiestos por parte de los propios realizadores: Cine y subdesarrollo (1962) de Fernando Birri, La estética del hambre (1965) de Glauber Rocha, Hacia un tercer cine (1968) de Octavio Getino y Fernando Solanas, Por un cine imperfecto (1969) de Julio García Espinosa. Todos ellos exigían un cine que tuviera en cuenta la conciencia del subdesarrollo y la responsabilidad social, lo cual debía derivar en filmes que articularan el quehacer estético con el compromiso ideológico.La década de los sesenta a nivel mundial fue testigo de varios acontecimientos de importancia como el desarrollo de la Guerra Fría, la crisis de los misiles y la carrera espacial, por mencionar algunos. Esta época estuvo protagonizada por múltiples confrontaciones internacionales a la par que se creaba una verdadera conciencia entre los individuos, quienes de forma más regular protestaron contra las acciones de los grupos en el poder, como sus gobernantes por ejemplo. En este periodo podemos encontrar fácilmente la organización de movimientos de protesta como los que se oponían a la Guerra de Vietnam, la invasión de tropas soviéticas a Checoslovaquia, la Primavera de Praga, el mayo de 1968 en Francia y el movimiento de 1968 en México, entre otros. En África se comenzó el proceso de descolonización en la República Democrática del Congo, la cual se independizó de Bélgica en 1960. De igual forma atravesaron por la descolonización Samoa, Argelia, Jamaica y Uganda cuando se liberaron del Reino Unido. 
En los años 1970, la llegada de gobiernos dictatoriales en varios puntos del continente obligó a muchos cineastas a exiliarse fuera de sus países natales. Muchos de ellos, como Fernando Birri, Jorge Sanjinés, Fernando Solanas, Mario Handler, Ugo Ulive, o Glauber Rocha fueron obligados a exiliarse, lo que de alguna manera desarmó el movimiento. 
En 1985 se crea en Cuba la Fundación del Nuevo Cine Latinoamericano. Hacia finales de los años 1980, el Nuevo Cine Latinoamericano terminó por desintegrarse completamente, aunque la mayoría de sus exponentes siguieron haciendo cine. 

## Definición
En 1969 apareció el artículo titulado Hacia un tercer cine, escrito por Fernando Solanas y Octavio Getino, el cual fue publicado en la revista Tricontinental editada en La Habana, Cuba, en el cual se proponía la definición de Tercer Cine apuntando que 

la lucha antiimperialista de los pueblos del Tercer Mundo, y de sus equivalentes en el seno de las metrópolis, constituye hoy por hoy el eje de la revolución mundial. Tercer Cine es para nosotros aquel que reconoce en esa lucha la más gigantesca manifestación cultural, científica y artística de nuestro tiempo, la gran posibilidad de construir desde cada pueblo una personalidad liberada: la descolonización de la cultura.

En marzo de ese mismo año, apareció por primera vez una referencia al Tercer Cine. De igual forma, fue publicada en Cuba por los cineastas Fernando Solanas y Octavio Getino, en el que proponían que el cine ahondara 

en cualquier aspecto de la vida del hombre latinoamericano, porque de hacerlo así tendrá que alcanzar de algún modo aquellas categorías de conocimiento, investigación y movilización de las que hablábamos. En este cine, por conciencia y esencia revolucionario, el que tendrá que recurrir y, por lo tanto, inventar lenguajes, ahora sí realmente nuevos, para una nueva conciencia y una nueva realidad.

Aunque la definición de Tercer Cine fue formulada por cineastas argentinos, éstos incluyeron en su teorización en un primer momento a todos los latinoamericanos y después la extendieron a cualquier país que formara parte del Tercer Mundo, de ahí la fórmula Tercer Cine (aunque es importante señalar que no es un movimiento cerrado y dirigido solo al Tercer Mundo sino que incluye aquellos cineastas que sean capaces de adaptarse a las características de este tipo de cine).
En el manifiesto Hacia un tercer cine, tanto Fernando Solanas como Octavio Getino describen lo que ellos consideran el primer y el segundo cine. El primer cine es el dominante a nivel mundial, dedicado a la gran industria con todo y sus estructuras de comercialización por lo que también es llamado cine institucional, sobre todo este tipo se identifica con el cine norteamericano. En el escrito de los cineastas argentinos el primer cine es definido como aquel que impone sus modelos de estructura y lenguaje, modelos industriales, comerciales y hasta técnicos 

Una cámara de 35 mm., 24 cuadros por segundo, lámparas de arco, salas comerciales para espectadores, producción estandarizada, castas de cineastas, etc., son hechos nacidos para satisfacer las necesidades culturales y económicas no de cualquier grupo social, sino las de uno en particular: el capital financiero americano.

El segundo cine nace como la primera alternativa al primer cine, su principal característica es ser cine de expresión, de autor, por lo que también se le conoce como Nuevo Cine. Este tipo reivindica la libertad del autor para poder expresarse como él quiera sin seguir el estándar. Sin embargo, su carácter individualista no le permitió llegar a ser un verdadero descolonizador cultural. En Hacia un tercer cine se plantea que la ambición de estos cineastas era 

aspirar a un desarrollo de estructuras propias que compitieran con las del primer cine, en una utópica aspiración de dominar la ‘gran fortaleza’.

La consecuencia de dicha ambición fue que el segundo cine quedó mediatizado por los condicionamientos ideológicos y económicos del sistema generando así un cine institucionalizado o presuntamente independiente como lo llaman Solanas y Getino, que el dicho sistema utiliza para decorar de “amplitud democrática” sus manifestaciones culturales. A partir de la crítica de estos dos cines, es que se busca crear una conciencia en la sociedad de la realidad social del momento a través de un medio de comunicación visual como lo es la cinematografía; por lo tanto 

la capacidad de síntesis y penetración de la imagen fílmica, la posibilidad del documento vivo y la realidad desnuda, el poder del esclarecimiento de los medios audiovisuales, supera con creces cualquier otro instrumento de comunicación.

## Características
La importancia del Tercer Cine radica en que por su condición de social y político nos permite conocer ciertas circunstancias en las que se desarrollan hechos ya sea de un país o de una comunidad, además nos da a conocer hasta cierto punto la verdad de sus causas, oponiéndose a la versión oficial que por lo regular es impuesta por los poderes políticos.La relación de estos cineastas con el movimiento se basa en un compromiso ético de plasmar la realidad tal cual es, realizando así la denuncia de toda clase de injusticias y contribuyendo a la recuperación de la memoria histórica. En este sentido, primero está el compromiso y la honestidad antes que la ambición comercial. Una prioridad del Tercer Cine es la difusión de las ideas para que el hombre que está alienado y sometido sea libre, lo cual lo hace un cine que se produce en medio de la revolución y no desde el poder. 

El principal objetivo del movimiento es crear un cine que pretende hacer una reflexión, una denuncia de las injusticias, busca despertar conciencias y provocar acción de los espectadores mientras refleja la diversidad social y cultural, al mismo tiempo que está al servicio de la sociedad y por tanto se compromete en favor de los oprimidos 

el cine impone con esa sola imagen una de sus funciones: ser parte de la memoria colectiva. Ésa es la lucha del Tercer Cine: combatir al enemigo recuperando y conservando la memoria mediante la imagen. El enemigo, la burguesía, el imperialismo, se esforzarán en borrarla, en falsificarla.

Los temas más recurrentes tratados por el Tercer Cine son: la tierra, el hambre, la juventud, la política, la inmigración, la emigración, las minorías, la lucha de clases, los conflictos armados, los movimientos sociales, la memoria histórica, entre otros. Estos temas fueron de vital importancia ya que 

el cine tenía una razón de ser: contribuir, mediante el conocimiento liberador, a la formación de una conciencia revolucionaria, era la primera tarea en que debía empeñarse el cine revolucionario.

Uno de los aspectos más importantes del Tercer Cine fueron los escritos realizados por cineastas latinoamericanos en donde plasmaron de manera teórica sus principales inquietudes y aportaciones al tema. Entre los más importantes tenemos en 1965 Estetica da Fome del brasileño Glauber Rocha, en 1969 Hacia un Tercer Cine cuyos autores fueron los argentinos Fernando Solanas y Octavio Getino, y Por un cine imperfecto del cubano Julio García Espinosa. Este tipo de cine es de carácter abierto y político por lo que en varias ocasiones fue censurado. Por lo regular, su realización es de índole colectiva en contraposición al cine individualista o cine de autor. Los medios en que se proyectaba la película o el formato en el que se realizaba dejaron de ser convencionales y pasaron al campo de la experimentación. Dentro de las técnicas no convencionales, el Tercer Cine se valió de la simplificación de las cámaras y los grabadores. Se buscó hacer películas rápidas con luz de ambiente, el lenguaje se volvió didáctico de manera que se convirtió en un cine-acción buscando dejar huella en el espectador.

## Grupos adscritos
El movimiento del Tercer Cine incorporó a un conjunto de asociaciones en los países latinoamericanos siendo el más destacado el conocido como Grupo Cine Liberación en Argentina representado por Octavio Getino, Fernando Solanas y Gerardo Vallejo, quienes en sus films testimoniaron la realidad del país, incorporando la perspectiva del revisionismo histórico y centrando su atención en la clase obrera afiliada al peronismo como factor central en la trasformación revolucionaria de la sociedad argentina. Siendo la película La hora de los hornos el reflejo de su perspectiva político-ideológica en la que plasmaron una realidad atrofiada y maltratada por el subdesarrollo. Además promovían la verdad y el documental como elemento de concientización para que el ser humano se comprometiera con su mundo real. 
Otra asociación de importancia fue el Grupo Ukamau, que en idioma aymará quiere decir “así son las cosas”. Este grupo se desarrolló en Bolivia a principios de la década de los sesenta y estuvo conformado por Jorge Sanjinés, Óscar Soria y Ricardo Rada, cuyo objetivo era realizar un cine auténtico, que no se hiciera con la pretensión de obtener un beneficio económico, sino que mostrara la realidad de la sociedad boliviana, descubriendo su fisonomía como país, denunciando la descomposición social que se vivía en esa región causada por el Estado. Sobre todo, a través de sus cintas se buscaba promover un instrumento de liberación ingresando en la memoria colectiva de los bolivianos. 
Para el caso de Cuba no contamos con un grupo específico sino con una filmografía encaminada en el sendero del Tercer Cine. Este país tuvo un impulso en su producción cinematográfica tras la Revolución cubana de 1959, a la que se adhirieron distintos cineastas bajo la denominación de Cine Imperfecto. Entre los realizadores más importantes del cine cubano tenemos a Tomás Gutiérrez Alea, Julio García Espinosa, Humberto Solás y Santiago Álvarez. Las temáticas abordadas por el Cine Imperfecto se dividen en dos etapas: la primera antes de la Revolución cubana, la cual describe una sociedad sumida en el subdesarrollo y explotada por el dictador Fulgencio Batista y la adición de civiles a movimientos guerrilleros y la segunda después de dicha revolución en la que se explica la revolución socialista como una solución al atraso económico y como un arma de combate ante el capitalismo. 
El modelo de Tercer Cine estuvo presente en Brasil con el nombre de Cinema Novo, término propuesto por el cineasta Glauber Rocha, quien preocupado por la situación social, cultural y económica del país, vio en el cine una herramienta de manifestación en contra de las medidas impuestas por el gobierno desde la década de los cincuenta. Utiliza este medio para denunciar que el problema de América Latina ha sido el colonialismo y que el remedio ante el mismo es la violencia. Este movimiento sostenía que la tergiversación de los hechos sobre América Latina se debía a las producciones extranjeras por lo que era necesaria la nacionalización del cine. 
La producción cinematográfica de los chilenos dentro del Tercer Cine comenzó hacia 1967 con el gobierno de Eduardo Frei quien reinauguró la Compañía Chile Films. Sin embargo, a la par surgió otro grupo de cineastas en la clandestinidad que buscaron tratar temáticas sobre el subdesarrollo, la mala impartición de justicia, la delincuencia como producto de la explotación y las malas condiciones de América Latina, siendo su mayor exponente Miguel Littín. Con el ascenso de Salvador Allende a la presidencia del país, el cineasta fue nombrado director de la Compañía Chile Films, con lo que inició una etapa de cine militante vinculado a la construcción del socialismo en ese país.

## Impacto del Tercer Cine
El movimiento cinematográfico del Tercer Cine logró arraigarse en distintos cineastas latinoamericanos, africanos y asiáticos que buscaban la propagación de su propuesta de cine-acción. Sin embargo, debido a la temática de su contenido constantemente fue censurado, ocasionando que la exhibición de algunas películas se diera muchos años después de su elaboración, por lo que no siempre se lograba obtener el impacto esperado. Podría decirse que gracias a este retraso en la proyección de las producciones cinematográficas el objetivo principal de transformación revolucionaria no se consiguió. Además es importante mencionar que los realizadores de estas cintas dejaron de producirlas a gran escala debido a los altos costos de éstas a pesar de implementar recursos económicos de bajo costo.

## Películas destacadas
- El mégano, Julio García Espinosa, Cuba, 1955
- Esta tierra nuestra, Tomás Gutiérrez Alea, Cuba, 1959
- Araya, Margot Benacerraf, Venezuela, 1959
- Caín adolescente, Román Chalbaud, Venezuela, 1959
- Historias de la Revolución, Tomás Gutiérrez Alea, Cuba, 1960
- Tiré Dié , Fernando Birri, Argentina, 1960
- Los inundados, Fernando Birri, Argentina, 1961
- Las doce sillas, Tomás Gutiérrez Alea, Cuba, 1962
- Minerva traduce el mar, Humberto Solás y Óscar Valdés, Cuba, 1962
- Vidas secas, Nelson Pereira dos Santos, Brasil 1963
- Dios y el diablo en la tierra del sol, Glauber Rocha, Brasil, 1964
- Maioria Absoluta, Leon Hirszman, Brasil, 1964
- Carlos. Cine retrato de un caminante, Mario Handler, Uruguay, 1965
- Now, Santiago Álvarez, Cuba, 1965
- Ukamau, Jorge Sanjinés, Bolivia, 1966
- Muerte de un burócrata, Tomás Gutiérrez Alea, Cuba, 1966
- La ciudad que nos ve, Jesús Enrique Guédez, Venezuela, 1966
- Tierra en trance, Glauber Rocha, Brasil, 1967
- Pozo muerto, Carlos Rebolledo, Venezuela, 1967
- La hora de los hornos, Fernando Solanas y Octavio Getino, Argentina, 1968
- Memorias del subdesarrollo, Tomás Gutiérrez Alea, 1968
- Lucía, Humberto Solás, Cuba, 1968
- Me gustan los estudiantes, Mario Handler, Uruguay, 1968
- Renovación, Donald Myerston, Venezuela, 1969
- Basta, Ugo Ulive, Venezuela, 1969
- Caracas, dos o tres cosas, Ugo Ulive, Venezuela, 1969
- Diamantes, Ugo Ulive, Venezuela, 1969
- Antonio das Mortes, Glauber Rocha, Brasil 1969
- Sangre de cóndor, Jorge Sanjinés, Bolivia, 1969
- El chacal de Nahueltoro, Miguel Littín, Chile, 1969
- El coraje del pueblo, Jorge Sanjinés, Bolivia, 1971
- Perón, La revolución justicialista, Fernando Solanas, Argentina, 1971
- Ahora te vamos a llamar hermano, Raúl Ruiz, Chile, 1971
- Venezuela tres tiempos (Fragmentos del anti-desarrollo),  Edmundo Aray y Carlos Rebolledo, Venezuela, 1972
- El enemigo principal, Jorge Sanjinés, Perú, 1973
- La tierra prometida, Miguel Littín, Chile, 1972
- México: La revolución congelada, Raymundo Gleyzer, Argentina, 1973.
- La lucha de un pueblo sin armas, Patricio Guzmán, Chile, 1972-1973 (También conocida como La batalla de Chile, se estrenó en este país hasta 1996).
- Pueblo de lata, Jesús Enrique Guédez, Venezuela 1973
- De cierta manera, Sara Gómez, Cuba, 1974
- Los hijos de Fierro, Fernando Solanas, Argentina, 1975
- Dos puertos y un cerro, Mario Handler, Venezuela, 1976
- ¡Fuera de aquí!, Jorge Sanjinés, Ecuador, 1977
- Queridos compañeros, Pablo de la Barra, Chile-Venezuela, 1977